# Ingrid Larsen
Ingrid Larsen   (1 de juliol de 1909 - 25 de febrer de 1990) va ser una jugadora d'escacs danesa que tenia el títol de Mestre Internacional Femení (WIM, 1950). Va ser disset vegades guanyadora del campionat danès d'escacs femení.

## Resultats destacats en competició
Des de finals dels anys 30 fins a principis dels 80, Ingrid Larsen va ser una de les principals jugadores d'escacs de Dinamarca. Disset vegades va guanyar el campionat danès d'escacs femení: 1936, 1937, 1938, 1939, 1943, 1944, 1945, 1946, 1948, 1949, 1953, 1956, 1957, 1960, 1965, 1969 i 1983.
Ingrid Larsen va participar tres vegades als torneigs mundials femenins d'escacs:
- El 1937, al Campionat Mundial d'Escacs Femení d'Estocolm hi va compartir el lloc 21-22;
- El 1939, al Campionat Mundial d'Escacs Femení de Buenos Aires va ocupar l'11è lloc;[1]
- El 1950, al Campionat Mundial d'Escacs Femení de Moscou va ocupar el 15è lloc.[2]

Ingrid Larsen va representar Dinamarca a les Olimpíades femenines d'escacs:
- El 1957, al primer tauler a l'Olimpíada d'escacs femenina de 1957 d'Emmen (+5, = 2, -4),
- El 1966, al primer tauler a l'Olimpíada d'escacs femenina de 1966 a Oberhausen (+1, = 5, -7),
- El 1969, al segon tauler a l'Olimpíada d'escacs femenina de 1969 de Lublin (+0, = 5, -6),
- El 1976, al tercer tauler de l'Olimpíada d'escacs de 1976 a Haifa (+4, = 4, -4),
- El 1978, al tercer tauler de l'Olimpíada d'escacs de 1978 de Buenos Aires (+6, = 3, -5),
- El 1980, al primer tauler de reserva a l'Olimpíada d'escacs de 1980 a La Valletta (+1, = 3, -6).

El 1950 va rebre el títol de Mestre Internacional Femení (WIM).